# ربوثن (المهرة)

تعديل مصدري - تعديل

ربوثن هي إحدى قرى مديرية حات التابعة لمحافظة المهرة، بلغ تعداد سكانها 21 نسمة حسب تعداد اليمن لعام 2004.